# 72e division d'infanterie (Allemagne)
Pour les articles homonymes, voir 72e division d'infanterie.
La  72e division d'infanterie  (en allemand : 72. Infanterie-Division ou 72. ID) est une des divisions d'infanterie de l'armée allemande (Wehrmacht) durant la Seconde Guerre mondiale.

## Historique
La 72e division d'infanterie est créée le 19 septembre 1939 à Trèves dans le Wehrkreis X, à partir d'une division de gardes-frontières la Grenz-Division Trier
Au début de la campagne en France, elle fait partie des divisions de réserve de l'OKH dans la région de Nordhausen en Thuringe. Elle est déplacée en France seulement après la première phase de campagne. La division est engagée dans la région de La Fère, puis avance sur l'Aisne et le canal de l'Oise à l'Aisne. Par la suite, la division combat au Chemin des Dames et marchant vers l'Ourcq, force le passage de la Marne à Nanteuil. Par la suite, la division poursuit les unités françaises en traversant la Seine jusqu'à la Loire qu'elle traverse, arrivant à l'est de Vierzon. 
Après la reddition française, la division est déplacée comme force d'occupation en Bretagne puis en octobre 1940 dans la région parisienne. 
En janvier 1941, la division est envoyée en Roumanie afin de participer à la campagne des Balkans. Positionnée entre le Strouma et la Mesta la division attaque à partir du 6 avril 1941, la ligne Metaxas. Après avoir franchi cette ligne de fortification, la division continue son avancée dans la région de Nevkropjon-Peeithori. À la fin de la campagne grecque, la division retourne en Roumanie, d'où elle participe à la campagne de Russie à partir de juillet 1941.
 Affectée à la réserve de la 11e armée, la division suit la progression du front et se trouve en septembre 1941 à Beryslav où elle passe le Dniepr, traverse la réserve d'Ascania-Nova jusqu'à Melitopol puis à l'isthme près de Perekop. 
En janvier 1942, elle participa aux batailles défensives de Crimée à Eupatoria, puis en juin 1942 contre la forteresse de Sébastopol.

À la fin des combats en Crimée, la division est déplacée avec la 11e armée sur le front de Leningrad et combat de septembre 1942 à février 1943 dans la région de Rjev. 
Après la rupture de la poche de Tcherkassy en février 1944, elle est retirée de Pologne. Elle est réaménagée en mars 1944 dans le cadre de la 24. Welle à partir de la Schatten-Division Generalgouvernement. Reformée à nouveau après avoir subi de lourdes pertes dans la tête de pont de Baronow sur la Vistule, la division se rend à l'Armée Rouge en mai 1945 dans la région d'Erzgebirge en Tchécoslovaquie.

## Organisation

### Commandants
| Date                                 | Grade                  | Commandant             |
| ------------------------------------ | ---------------------- | ---------------------- |
| 19 septembre 1939 - 25 juillet 1940  | General der Infanterie | Franz Mattenklott      |
| 25 juillet 1940 - 4 septembre 1940   | General der Infanterie | Helge Auleb            |
| 4 septembre 1940 - 6 novembre 1940   | General der Infanterie | Franz Mattenklott      |
| 6 novembre 1940 - 10 juillet 1942    | Generalleutnant        | Philipp Müller-Gebhard |
| 10 juillet 1942 - 24 novembre 1942   | Generalmajor           | Curt Souchay           |
| 24 novembre 1942 - 17 février 1943   | Generalleutnant        | Philipp Müller-Gebhard |
| 17 février 1943 - 3 mai 1943         | Generalleutnant        | Ralph Graf von Oriola  |
| 3 mai 1943 - 1er novembre 1943       | Generalleutnant        | Philipp Müller-Gebhard |
| 1er novembre 1943 - 20 novembre 1943 | Generalleutnant        | Erwin Menny            |
| 20 novembre 1943 - 10 juin 1944      | Generalleutnant        | Dr. Hermann Hohn       |
| 10 juin 1944 - 19 juin 1944          | Generalmajor           | Karl Arning            |
| 19 juin 1944 - 1er juillet 1944      | General der Kavallerie | Gustav Harteneck       |
| 1er juillet 1944 - 20 avril 1945     | Generalleutnant        | Dr. Hermann Hohn       |
| 20 avril 1945 - 8 mai 1945           | Generalleutnant        | Hugo Beißwänger        |

## Théâtres d'opérations
- Mur de l'Ouest : septembre 1939 - mai 1940
- France : mai 1940 - avril 1941
- Balkans : avril 1941 - juillet 1941
  - 6 avril au 28 mai 1941 : bataille de Grèce
- Front de l'Est, secteur Sud : juillet 1941 - septembre 1942
- Front de l'Est, secteur Centre :septembre 1942 - décembre 1943
  - 5 juillet au 23 août 1943 : bataille de Koursk
- Front de l'Est, secteur Sud : décembre 1943 - mars 1944
- Pologne : juin 1944 - mars 1945
- Tchécoslovaquie : mars 1945 - mai 1945

## Ordres de bataille
1942
- Grenadier-Regiment 105
- Grenadier-Regiment 124
- Grenadier-Regiment 266
- Radfahr-Abteilung 172
- Artillerie-Regiment 172
- Pionier-Bataillon 72
- Panzerjäger-Abteilung 72
- Nachrichten-Abteilung 72
- Feldersatz-Bataillon 172
- Versorgungseinheiten 172

1944-1945
- Grenadier-Regiment 105
- Grenadier-Regiment 124
- Grenadier-Regiment 266
- Füsilier-Bataillon 72
- Artillerie-Regiment 172
- Pionier-Bataillon 72
- Panzerjäger-Abteilung 72
- Nachrichten-Abteilung 72
- Feldersatz-Bataillon 172
- Versorgungseinheiten 172

## Décorations
Des membres de cette division ont été récompensés à titre personnel pour leurs faits de guerre:
- Agrafe de la liste d'honneur
  - 32
- Insigne de combat rapproché en or
  - 9
- Croix allemande
  - en or : 144
  - en argent : 1
- Croix de chevalier de la Croix de fer
  - 49